# مونتسيرات كاييخا
مونتيسرات ماييخا غوميز (أورينس، 1973) هي فيزيائية إسبانية متخصصة في الميكانيكا الحيوية وتعمل حاليًا باحثة علمية في المجلس الأعلى للبحث العلمي (CSIC) في معهد الإلكترونيات الدقيقة في مدريد.

## مسيرتها المهنية
ولدت مونتسيرات كاييخا في مقاطعة أورينس في غاليسيا بإسبانيا. حصلت على شهادتها في الفيزياء من جامعة سانتياغو دي كومبوستيلا عام 1998. أكملت درجة الماجستير عام 2000 وحصلت على درجة الدكتوراه عام 2002 من نفس الجامعة. كانت رسالة الدكتوراه الخاصة بها تتمحور حول دراسة الأكسدة الموضعية على أسطح السيليكا والتي تمت دراستها من خلال استخدام مجهر القوة الذرية بالإضافة إلى تطبيقات مختلفة في علم النانو. أشرف على رسالتها ريكاردو غارسيا في معهد الإلكترونيات الدقيقة في مدريد. حصلت على  منصب ما بعد الدكتوراه بمنحة دراسية من ماري كوري في الجامعة التقنية في الدنمارك حيث عملت على التصنيع النانوي لأجهزة الاستشعار القائمة على التشفير، وذالك تحت إشراف أنيا بويسن. أدارت مشروع الخلايا النانوية NANOFORCELLS، وهو أحد المنح الأولية المرموقة التي يقدمها مجلس البحوث الأوروبي، والذي كان هدفه دراسة الخصائص الميكانيكية للخلايا وعلاقتها بالسرطان.من عام 2008 حتى عام 2012 كانت مديرة قسم أجهزة الاستشعار والاستشعار الحيوي في معهد الوسائط المتعددة (MMI) التابع للمجلس الأعلى للبحث العلمي (CSIS).إحدى براءات اختراعها مقياس طيف الكتلة الميكانيكي النانوي لوزن البروتينات الفردية الموجودة في الخلايا.شاركت في تأسيس شركة Mecwins, وهي شركة رائدة في تسويق أجهزة الاستشعار الحيوية الميكانيكية النانوية.

## أبرز الأعمال
- «المستشعرات الحيوية التي تعتمد على أنظمة ميكانيكية نانوية» 2013. مراجعات المجتمع الكيميائي 43، بالمشاركة مع  تامايو وكوساكا وروز وسان باولو.
- «تشكيل أسطح السيليكون باستخدام مجهر القوة الذرية غير المتصل: تشكيل ميدانى لجسور مائية بحجم النانو متر» 1999. مجلة الفيزياء التطبيقية 86، بالمشاركة مع جارسيا وريكاردو وروهرر وهاينريش.
- «الأكسدة الموضعية لأسطح السيليكون بواسطة الفحص المجهري للقوة الديناميكية: التصنيع النانوي وتشكيل الجسر المائي» بعام 1998. رسائل الفيزياء التطبيقية 72، بالمشاركة مع ريكاردو وجارسيا وبيريز مورانو وفرانسيسك.
- «استشعار الكتلة الميكانيكي النانوي ومطياف الصلابة على أساس الاهتزازات ثنائية الأبعاد للأسلاك النانوية الرنانة» 2010. تقنية النانو الطبيعية 5، بالمشاركة مع جيل سانتوس وإدوارد وراموس ودانيال ومارتينيز وخافيير وفرناندو ريجوليز ومارتا وسان باولو وألفاريز وتامايو.
- «الكشف الخالى من الملصقات عن تهجين الحمض النووي على أساس التوتر الناجم عن الماء في أغشية الحمض النووي» 2008. تقنية النانو الطبيعية 3، بالمشاركة مع جيل سانتوس وإدواردو وراموس ودانيال ومارتينيز وخافيير وفرنانديز ميرتنز وجوهان وروجر وسيليا ومارتن جاجو وخوسيه أنجل وبريونيس وكارلوس وتامايو وخافيير.

## الجوائز
- حازت على جائزة Mujeres a Seguir عام 2018.
- حازت على جائزة ميغيل كاتالان Miguel Catalán لعام 2012 للباحثين الذين تقل أعمارهم عن 40عاما.
- مثلت جزءًا من Quo de ciencia في عام 2018.